# Longport
Longport es un borough ubicado en el condado de Atlantic en el estado estadounidense de Nueva Jersey. En el año 2010 tenía una población de 895 habitantes y una densidad poblacional de 895.0 personas por km².

## Geografía
Longport se encuentra ubicado en las coordenadas 39°18′42″N 74°31′31″O / 39.31167, -74.52528.

## Demografía
Según la Oficina del Censo en 2000 los ingresos medios por hogar en la localidad eran de $51,324 y los ingresos medios por familia eran $68,194. Los hombres tenían unos ingresos medios de $53,250 frente a los $36,146 para las mujeres. La renta per cápita para la localidad era de $50,884. Alrededor del 3.7% de la población estaba por debajo del umbral de pobreza.